# 大虎山駅
大虎山駅（だいこさんえき）は、中華人民共和国遼寧省錦州市黒山県にある、中国鉄路総公司（CR）の駅である。1900年に開業し、瀋陽鉄道局所属の2等駅に設定されている。

## 乗り入れ路線
瀋山線と大鄭線の2路線が乗り入れている。

## 歴史
開業当初は「打虎山駅」であり、長らく2等駅であった。大鄭線の輸送量減少に伴い蒸気機関車は引退したことや、秦瀋旅客専用線の開通などが原因で3等駅に降格した。大鄭線の複線化と鞍台大線の建設などにより、大虎山駅の交通の要所としての重要度が増し、再び2等駅の地位を回復した。

## 隣の駅
中国鉄路総公司
瀋山線
唐家駅 - 大虎山駅 - 高山子駅
大鄭線
大虎山駅 - 黒山駅